# Nivi Olsen
Nivi Olsen (født 1985) er en grønlandsk politiker. Hun var været medlem af Grønlands parlament, Inatsisartut for Demokraterne siden inatsisartutvalget i 2014. Hun var minister for kultur, uddannelse og kirke fra 2014 til 2016, og også for forskning fra 2015, samt viceborgmester i Sermersooq Kommune i 2017-2018 og fungerende formand for Demokraterne i 2019-2020.

## Liv
Hendes far er lokalpolitikeren Bernhardt Olsen (Siumut). Hun har to børn. Nivi Olsen var ministersekretær i Hjemmestyrets finansdepartement fra 2007 til 2009. Derefter var hun erhvervskonsulent i Qaasuitsup Kommune i et år og derefter råstofkonsulent frem til 2012 i kommunen. Fra 2012 til 2014 underviste hun på det grønlandske handelsskole Niuernermik Ilinniarfik. I 2014 dimitterede hun fra Grønlands Universitet (Ilisimatusarfik) som kandidat i samfundsvidenskab (cand.scient.samf.)

## Politisk karriere
Hun stillede op for første gang til Inatsisartut ved inatsisartutvalget i 2014. Her blev hun valgt med 1.428 stemmer, som var det fjerde højeste stemmetal blandt alle kandidater og flest for Demokraterne. Hun blev efterfølgende udnævnt til minister for kultur, uddannelse og kirke i Regeringen Kielsen II  Ved en mindre regeringsrokade fik hun også forskningsporteføljen i november 2015. I januar 2016 meddelte hun, at hun ville stille op til partilederposten som efterfølger for Anda Uldum, der havde trukket sig, men ombestemte sig få dage senere. I oktober 2016 blev regeringen opløst og erstattet af Regeringen Kielsen III, hvor Demokraterne ikke længere var repræsenteret. Ved kommunalvalget i 2017 fik hun 467 stemmer og blev udnævnt til 1. viceborgmester i Sermersooq Kommune.
Ved inatsisartutvalget i 2018 blev hun genvalgt til Inatsisartut med 874 stemmer. I juni 2018 flyttede hun fra Nuuk til Qeqertarsuaq og tog orlov fra kommunalbestyrelsen. Hun blev afløst i kommunalbestyrelsen af Michael Rosing, og Randi Vestergaard Evaldsen blev ny 1. viceborgmester. Hun stillede op til folketingsvalget i 2019. Hun fik 1.597 stemmer, hvilket fik fjerdeflest stemmer blandt alle kandidater, men ikke nok til at blive valgt. I juli 2019 afløste hun Randi Vestergaard Evaldsen som fungerende formand for Demokraterne i stedet for Niels Thomsen, som var på orlov og senere trak sig som formand, indtil Jens Frederik Nielsen blev valgt til ny formand uden modkandidater i juni 2020.
Ved inatsisartutvalget i 2021 blev hun genvalgt til Inatsisartut med 501 stemmer. Ved kommunalvalget i 2021 blev hun den første stedfortræder for Demokraterne i Avannaata Kommune.
Ved inatsisartutvalget i 2025 fik hun 453 stemmer og blev dermed genvalgt. 